# Bandarsono
Bandarsono is een bestuurslaag in het regentschap Tebing Tinggi van de provincie Noord-Sumatra, Indonesië. Bandarsono telt 4507 inwoners (volkstelling 2010).